# Colossopantopodus
Colossopantopodus – wymarły rodzaj kikutnic z rzędu Pantopoda i rodziny Colossendeidae. Obejmuje dwa opisane gatunki. Żyły w jurze.

## Taksonomia i ewolucja
Rodzaj i gatunek typowy, Colossopantopodus boissinensis, opisane zostały po raz pierwszy w 2007 roku przez Sylvaina Charbonniera, Jean Vanniera i Bernarda Riou na łamach „Proceedings of the Royal Society B”. Opisu dokonano na podstawie pojedynczej datowanej na wczesny kelowej skamieniałości odnalezionej w La Voulte Lagerstätte na terenie Ravin des Mines w pobliżu La Boissine w gminie La Voulte-sur-Rhône francuskiego departamentu Ardèche. Nazwa rodzajowa to połączenie starogreckiego κολοσσός (kolossós), oznaczającego „kolos”, z nazwą rzędu. Epitet gatunkowy natomiast pochodzi od lokalizacji typowej. Prowadząca do pirytyzacji działalność bakterii połączona z szybkim zagrzebaniem szczątków w środowisku beztlenowym doprowadziła do zachowania w skamieniałościach C. boissinensis trójwymiarowej budowy ciała. W 2023 roku Romain Sabroux, Gregory D. Edgecombe, Davide Pisani i Russell J. Garwood dokonali na łamach „Papers in Palaeontology” redeskrypcji taksonu dzięki wykorzystaniu w badaniu holotypu nieużytych przez wcześniejszych autorów technik – obrazowania z przekształceniem odbicia (RTI) oraz rentgenowskiej mikrotomografii komputerowej. Udało im się m.in. opisać nogogłaszczki, których Charbonnier i inni w ogóle nie wykryli.
W 2019 roku drugi gatunek, Colossopantopodus nanus, opisany został przez Romain Sabroux, Denisa Audo, Sylvaina Charbonniera, Laure Corbari, i Alexandre’a Hassanina na łamach „Journal of Systematic Palaeontology”. Opisu dokonano na podstawie pojedynczej, datowanej na wczesny tyton skamieniałości odnalezionej w kamieniołomie w gminie Solnhofen w niemieckiej Bawarii. Epitet gatunkowy oznacza po łacinie „karłowaty” i odnosi się do znacznie mniejszych rozmiarów zwierzęcia niż w przypadku gatunku typowego.
Charbonnier i inni w 2007 roku opisali Colossopantopodus jako przypuszczalnego przedstawiciela rodziny Colossendeidae. W 2007 roku Roger Bamber sklasyfikował go w obrębie Endeidae w nowej podrodzinie Palaeoendeinae wraz z rodzajami Palaeopycnogonides i Palaeoendeis. W 2019 roku Sabroux i inni zaliczyli Colossopantopodus do podrodziny Colossendeinae w obrębie rodziny Colossendeidae. W 2023 roku klasyfikację tę podtrzymali Sabroux i inni, jednocześnie przenosząc Palaeopycnogonides do Palaeopycnogonidae i czyniąc Palaeoendeinae Bambera monotypowymi.

## Morfologia
Kikutnice dużych rozmiarów, osiągające do 150 mm rozpiętości odnóży. Ryjek był długi do bardzo długiego, zbliżony długością do tułowia, smukły, walcowaty w przekroju. Cefalosoma (część głowowa) pozbawiona była szczękoczułków (cheliforów) lub miały one postać szczątkową, występowały na niej natomiast nogogłaszczki i długie, brzusznie osadzone owigery. Obecny był strigilis. Tułów podzielony był na segmenty. Wyrostki boczne na całej długości były wyraźnie oddzielone na mniej niż swoje średnice. Odnóża kroczne obecne były w liczbie czterech par i osiągały przeciętne rozmiary. Pierwsza ich pary umieszczona była na cefalosomie, pozostałe zaś na tułowiu. Odwłok był silnie zredukowany.
Holotyp C. boissinensis miał ciało długości około 46 mm, z czego 22,3 mm przypadały na ryjek, a 23,2 mm na tułów. Jego rozpiętość odnóży wynosiła z kolei około 150 mm. Ryjek był bardzo długi, pozbawiony nabrzmiałości. Na jego szczycie znajdował się prawie okrągły otwór gębowy. Nogogłaszczki miały osadzone boczno-brzusznie, niedaleko przedniej krawędzi cefalosomy wyrostki nasadowe. Owigery były dziesięcioczłonowe, osadzone tylno-brzusznie, tuż pod pierwszą parą wyrostków bocznych. Tułów był szczupły, segmentowany, pozbawiony ornamentacji. Odnóża kroczne były dłuższe niż tułów i ryjek razem wzięte, podobnie wykształcone, prawdopodobnie zbudowane z dziewięciu członów.
Holotyp C. nanus miał ryjek długości 14,9 mm, tułów długości 15,1 mm oraz odnóże pierwszej pary długości 41,6 mm. Ryjek był długi, pośrodku i u szczytu lekko nabrzmiały. Nogogłaszczki były krótsze od ryjka. Owigery były osadzone brzusznie na nabrzmiałościach, być może stanowiących jeden z ich członów. Tułów był stosunkowo szczupły. Odnóża kroczne miały walcowaty przekrój.

## Paleoekologia
Kikutnice te zasiedlały muliste dno środowisk morskich, wchodząc w skład epibentosu o czym świadczą walcowate w przekroju, przystosowane do kroczenia odnóża. Wśród ich potencjalnych ofiar wymienia się polipy stułbiopławów i krążkopławów, koralowce, drobne ślimaki i małże oraz wieloszczety. Możliwe też, że długi ryjek Colossopantopodus stanowił przystosowanie do zsysania bogatego w białko śluzu niewielkich szkarłupni.
Oba gatunki różniły się znacznie pod względem preferencji siedliskowych. C. boissinensis zamieszkiwał górną część strefy batialnej stromych stoków kontynentalnych na zachodnich obrzeżach Tetydy, umieszczonych nad czynnym uskokiem La Voulte. Bytował przypuszczalnie na głębokości około 200 m. Współwystępował tam z kikutnicami z rodzajów Palaeoendeis i Palaeopycnogonides, w przeciwieństwie do tych ostatnich pędząc przypuszczalnie samotniczy tryb życia. C. nanus zamieszkiwał dno nieprzekraczających 30–60 m głębokości lagun archipelagu odpowiadającego dzisiejszej Europie. Współwystępował tam z kilkoma innymi gatunkami kikutnic, z których tylko Eurycyde golem została opisana.